# Sonic Jihad
Sonic Jihad ist das Debütalbum des US-amerikanischen Musikprojektes Snake River Conspiracy, welches am 11. Juli 2000 über Reprise Records und Morpheus Records veröffentlicht wurde.
Das Album umfasst insgesamt elf Stücke mit einer gesamten Spiellänge von 44 Minuten und 48 Sekunden. Fünf Lieder sind Coverversionen bekannter Lieder, während die restlichen sechs Stücke aus der eigenen Feder stammen. Folgende Lieder wurden auf dem Album gecovert:
- You and Your Friend von T-Ride
- Lovesong von The Cure
- How Soon Is Now? von The Smiths
- Act Your Age und Oh Well von Running with Scissors

Von der englischsprachigen Presse wurde das Album überwiegend positiv aufgenommen, wobei vereinzelte Plattform Sonic Jihad negativ besprachen. Trotz der guten Resonanz von der Fachpresse verkaufte sich das Album schlecht, was später dazu führen sollte, dass die Gruppe sich von ihrem Label trennte.

## Hintergrund
Das Album wurde zwischen 1998 und 2000 in den S.O.C.  Recording Studio in Redwood City und in den Scream Studios in Los Angeles eingespielt. Als Produzenten fungierten Eric Valentine, Jason Slater, David Kahne und Charlie Clouser.
Das Album brachte drei Singles hervor: Vulcan und How Soon Is Now? erschienen vor der Veröffentlichung des Albums. Mit Breed wurde die dritte Single knapp ein Jahr nach der Herausgabe des Albums veröffentlicht. How Soon Is Now? wurde 2001 exklusiv für den britischen Markt neu aufgelegt. Bei How Soon Is Now? handelt es sich um eine Coverversion des gleichnamigen The-Smiths-Lied. Dies kam auf Anregung von Sängerin Tobey Torres zustande, die sich selbst als großer Fan der Band bezeichnete. Es ist eines von fünf Coverliedern, das auf dem Album zu hören ist.

## Albumtitel
Auf die Frage, ob der Titel des Albums einen religiösen Kontext habe, antwortete Torres in einem Interview mit Gästeliste.de, dass Religion bei der Namensgebung keine Rolle gespielt habe. Der Titel wurde gewählt, da das Album für einen musikalischen Kreuzzug stehen sollte.

## Titelliste
1. Breed
2. Casualty
3. You and Your Friend (T-Ride-Cover)
4. Lovesong (The-Cure-Cover)
5. Act Your Aga (Running-with-Scissors-Cover)
6. More Than Love
7. Strangled
8. Oh Well (Running-with-Scissors-Cover)
9. Somebody Hates You
10. Vulcan
11. How Soon Is Now? (The-Smiths-Cover)

## Besprechungen und Erfolg

### Kritiken
In der englischsprachigen Fachpresse wurde Sonic Jihad zum großen Teil positiv besprochen. So schrieb Ellen Miller in ihrer Plattenkritik bei PopMatters, dass „Wut noch nie so lustig und zugänglich“ war. Ähnlich positiv fiel die Besprechung des Albums von Kate Price für Drowned in Sound aus. Sie beschrieb das Werk als eine musikalische und lyrische Reise durch menschliche Emotionen und repräsentiere den Triumph der Hingabe über die Technologie.
In der britischen Version des Metal Hammer wurde das Album überschwänglich gelobt. Besonders positiv wurden der Einfallsreichtum des Werkes sowie den Gesang von Tobey Torres hervorgehoben. Roberto Cannelloni schrieb, dass unter klanglichen Schichten von verdrehten Keyboards und sägenden Gitarren, die wohl feinste Stimme der Rockmusik zu hören ist. Er vergab die Höchstwertung an das Album. Auch im Kerrang! wurde Sonic Jihad äußerst positiv besprochen. Im Rock Sound wurde die Herangehensweise der Gruppe, Einflüsse der Musik der 1980er-Jahre in den eigenen Klang einzubinden, als wenig originell beschrieben und Gruppen wie Orgy und VAST als Gegenbeispiele genannt. Dennoch wurde das Album als überraschend gelungenes Debüt beschrieben.
Im New Musical Express und Allmusic wurde das Album negativ wahrgenommen. Auch in der deutschen Fachpresse wurde das Album überwiegend negativ besprochen.

### Kommerzieller Erfolg
Trotz der überwiegend positiven Besprechungen verkaufte sich das Album nicht gut. Es erreichte lediglich eine Platzierung in den Heatseekers Charts von Billboard. How Soon Is Now? und Breed erreichten Notierungen in den Dance Club Songs bzw. den Alternative Charts. Im Vereinigten Königreich konnte How Soon Is Now? im Jahr 2001 eine Platzierung auf Platz 83 in den offiziellen Singlecharts erreichen.
Der mäßige Erfolg des Albums führte letztendlich zur Trennung der Band von ihrem Label Reprise Records.